# Poiatte
Poiatte is een plaats (frazione) in de Italiaanse gemeente Farra d'Alpago.